# Gastrinodes argoplaca
Espèce
Gastrinodes argoplaca est un insecte lépidoptère de la famille des Geometridae vivant en Australie.